# Jeu de stratégie combinatoire abstrait

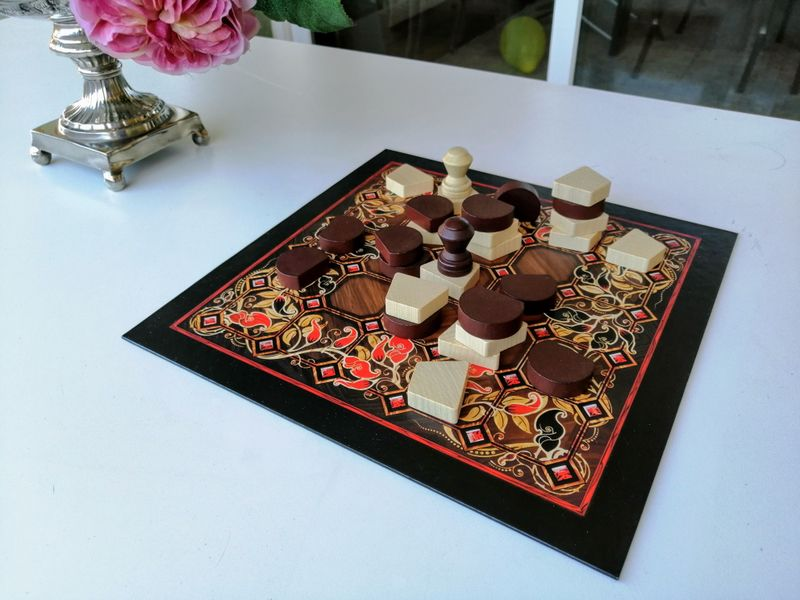
Jeux de Tak, inventé par James Ernest et Patrick Rothfuss

On appelle jeu de stratégie combinatoire abstrait ou jeu combinatoire à information parfaite, selon la définition donnée par la théorie des jeux combinatoires, un jeu, généralement un jeu de société :
1. opposant généralement deux joueurs ou deux équipes (ou bien un joueur humain seul contre un ordinateur « intelligent ») ;
2. dans lequel les joueurs ou équipes jouent à tour de rôle ;
3. dont tous les éléments sont connus (jeu à information complète) ;
4. où le hasard n'intervient pas pendant le déroulement du jeu.

Lorsque plus de deux joueurs ou équipes participent, un aspect diplomatique ou relationnel empêche le classement du jeu comme purement combinatoire.
Le vocable « abstrait » est ici à prendre comme synonyme de « théorique ». Un jeu de stratégie combinatoire abstrait peut comporter un thème ou un décor lorsque l'auteur ou l'éditeur l'a souhaité. C'est par exemple le cas du jeu d'échecs.

## Exemples
Répondant à la définition des jeux classiques européens comme le jeu d'échecs, les dames, le tablut ; asiatiques comme le jeu de go, le xiangqi, le shōgi, le Bagh Chal, le congkak ; africains comme le Fanorona, l'Awélé ou le En Gehé ; mais aussi des jeux modernes comme Othello, Abalone, Hex, Gounki, Pente, Puissance 4, Quarto, Twixt, Diaballik, Apagos, Teeko, Gygès, Siam, Trench, Kumo Hogosha, Tawôl, "Suot à", le Juniper Green ainsi que les jeux du projet GIPF créés par Kris Burm.
Ne répondant pas à cette définition :
- Backgammon : la présence de hasard ne permet pas de le considérer comme combinatoire puisqu'il est impossible de prévoir avec exactitude les possibilités des prochains tours de jeu, faute de connaître les tirages de dés. Il s'agit d'un jeu de stratégie abstrait mais pas d'un jeu de stratégie combinatoire abstrait.
- Stratego : tous les éléments ne sont pas connus, puisque les unités sont cachées à l'adversaire : c'est donc un jeu de stratégie abstraite à information non parfaite.
- Bridge : comme la plupart des jeux de cartes. Même dans sa forme duplicate où le hasard est pratiquement éliminé, il reste des éléments cachés et de l'aléatoire.
- Stupide vautour : tous les joueurs disposent des mêmes cartes au départ, mais elles sont ensuite cachées et jouées simultanément. On est donc en présence de deux éléments - la mémoire et le jeu simultané - qui interdisent le classement dans la catégorie.
- Full Métal Planète : les marées sont tirées au hasard. Le jeu se joue généralement à plus de deux. Si on jouait à deux avec des marées déterminées par avance, le jeu pourrait être classé comme jeu de stratégie combinatoire abstraite, peu importe qu'un thème habille le jeu.